# Жовточеревець конголезький
Жовточере́вець конголезький (Chlorocichla prigoginei) — вид горобцеподібних птахів родини бюльбюлевих (Pycnonotidae). Ендемік Демократичної Республіки Конго. Названий на честь бельгійського орнітолога Олександра Прігожина.

## Опис
Довжина птаха становить 20 см. Птах має темно-оливкове забарвлення, його горло жовте, скроні сіруваті, навколо очей білі кільця.

## Поширення і екологія
Конголезькі жовточеревці мешкають на сході ДР Конго в районі плато Ленду, на захід від озера Альберт. Вони живуть в густому підліску гірського тропічного лісу, на висоті від 1300 до 1800 м над рівнем моря.

## Збереження
МСОП класифікує цей вид як такий, що знаходиться під загрозою зникнення. За оцінками дослідників, популяція птахів становить від 3500 до 15000 птахів, хоча деякі дослідники вважають, що популяція птахів становить близько 250 птахів. Конголезьким жовточеревцям загрожує знищення природного середовища.